# ويليس بوشي
ويليس بوشي (بالإنجليزية: Willis Bouchey)‏ مواليد 24 مايو 1907 في ميشيغان، الولايات المتحدة - الوفاة 26 أغسطس 1977 في كاليفورنيا، الولايات المتحدة، هو ممثل أمريكي بدأ مسيرته الفنية سنة 1951. من أعماله الرجل الذي أطلق النار على ليبرتي فالنس ومن هنا إلى الخلود.

## روابط خارجية
- ويليس بوشي على موقع IMDb (الإنجليزية)
- ويليس بوشي على موقع ألو سيني (الفرنسية)
- ويليس بوشي على موقع أول موفي (الإنجليزية)
- ويليس بوشي على موقع قاعدة بيانات الأفلام السويدية (السويدية)
- ويليس بوشي على موقع إن إن دي بي (الإنجليزية)
- ويليس بوشي على موقع قاعدة بيانات الفيلم (الإنجليزية)
- ويليس بوشي على موقع كينوبويسك (الروسية)